# 若江
若江（わかえ）は、大阪府東大阪市の旧地域名。概ね東大阪市立若江中学校の学区にあたる。本項では概ね同地域にあった中河内郡若江村（わかえむら）についても述べる。
概ね若江西新町、若江北町、若江南町、若江本町、若江東町の各町丁に相当する。

## 歴史

### 近代以前
（日本 > 畿内 > 河内国 > 若江郡 > 若江北村、若江南村）

古代から中世においてはこの辺りは低湿地帯であり、旧大和川水系の大きな河川に挟まれた地域だったため、大規模な水害が起こるとこの辺りもたびたび巻き込まれた。
室町時代初期の永徳2年（1382年）に、現在の若江公民館がある一帯に河内守護職だった畠山基国が若江城を築城した。
織田信長が畿内を平定した後は、永禄11年（1568年）に三好義継が入城するが、やがて信長と敵対し、最終的には佐久間信盛に攻撃されて家臣の裏切りにもあい落城した（若江城の戦い）。その後、信長による石山本願寺攻撃の拠点とされたが、和睦後に廃城となった。
江戸時代初期の1615年（慶長20年）にあった大坂の陣において当地を中心に大規模な戦闘が繰り広げられた（八尾・若江の戦い）。

### 近代以降
（日本 > 大阪府 > 中河内郡 > 若江村）

- 1889年4月1日に若江北村、若江南村が合併して若江村が成立。
- 1955年1月15日に玉川町、盾津町、三野郷村、英田村と合併して河内市[3]の一地域となり、中河内郡を離脱。

## 地理・交通
地域内は概ね平坦であり、西側と南側に第二寝屋川が流れる。南側は昭和40年代に八尾市境に開削された新しい水路である。
地域内には鉄道は通っていない。最寄駅は少し北にある近鉄奈良線若江岩田駅もしくは北西にある八戸ノ里駅。
主要道路は、西を府道大阪中央環状線が南北に通り、ほぼ中央部を府道八尾枚方線が南北に、府道大阪東大阪線が東西に通る。
高速道路は、近畿自動車道の東大阪南インターチェンジアプローチ部分が当地にかかっている。
若江南で西と南北を結ぶ旧街道が交差する。

## 地域

### 若江北町、若江本町、若江東町（1〜3丁目）、若江西新町（1〜3丁目）
旧若江村の北側、府道大阪東大阪線より北に位置する。
主な施設、旧跡

（若江北町1〜3丁目）

（若江本町1〜4丁目）

（若江東町1〜3丁目）

- 東大阪市消防局中消防署若江出張所

（若江西新町1〜3丁目）

- 東大阪労働基準監督署
- 樟蔭東女子短期大学

- 樟蔭東中学校・高等学校

### 若江南町、若江東町（4〜6丁目）、若江西新町（4,5丁目）
旧若江村の南側、府道大阪東大阪線より南に位置する。

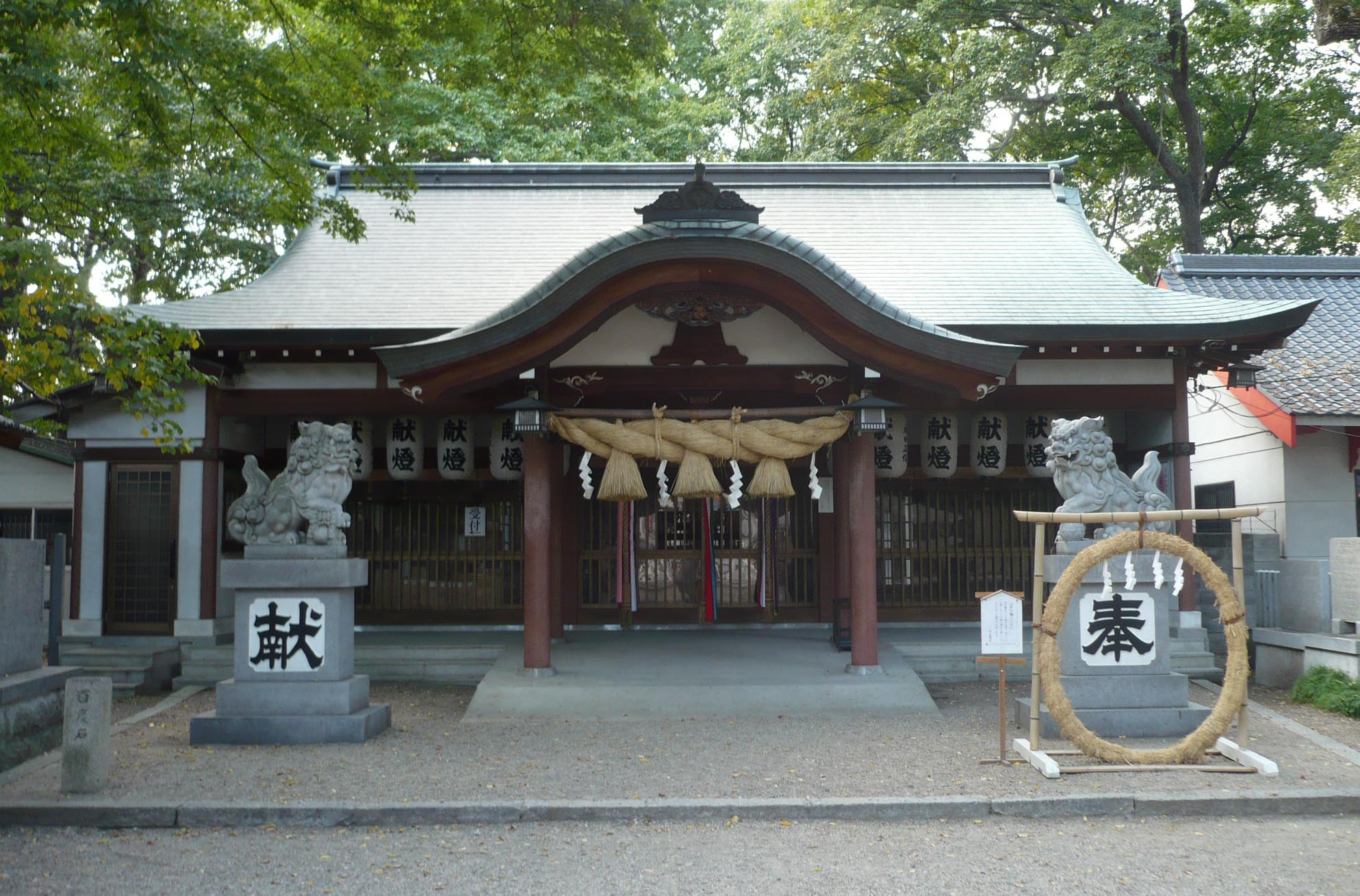
若江鏡神社（若江南町2-3-9）

主な施設、旧跡

（若江南町1〜5丁目）

- 東大阪市立若江中学校
- 東大阪市立若江小学校
- 東大阪若江南郵便局
- 若江公民館

このあたりを中心にかつて若江城があった。
- 若江鏡神社

（若江東町4〜6丁目）

- 山口重信墓

（若江西新町4,5丁目）